# Дюфур, Сильвен
Сильвен Дюфур (фр. Sylvain Dufour; род. 19 ноября 1982 года, Сен-Дье-де-Вож, Франция) — французский сноубордист, выступающий в параллельных дисциплинах. Двукратный серебряный призёр чемпионата мира (2009), участник зимних Олимпийских игр 2010, 2014 и 2018. Обладатель малого Кубка мира в параллельном слаломе сезона 2013/14.

## Спортивная карьера
Сильвен Дюфур начал заниматься сноубордом в возрасте 8 лет. Стойка на сноуборде — гуфи.
Сильвен Дюфур дебютировал на международной арене 27 ноября 1999 года на этапе Кубка мира во французском Тине, заняв 81-е место в гигантском слаломе. Всего на этапах Кубка мира Сильвен Дюфур одержал 4 победы и ещё 5 раз поднимался на подиум. Лучшим в карьере спортсмена стало завоевание малого Кубка мира в параллельном слаломе по итогам сезона 2013/14.
На чемпионатах мира среди юниоров Сильвен Дюфур участвовал 3 раза. Лучшим результатом является 14-е место в параллельном слаломе, показанное на чемпионате 2000 в Бадгастайне.
Сильвен Дюфур принял участие на семи чемпионатах мира по сноуборду. На чемпионате мира 2009 в Канвондо Сильвен Дюфур завоевал две серебряные награды, в параллельном слаломе и параллельном гигантском слаломе.
На зимней Универсиаде 2007 в Турине Сильвен Дюфур завоевал бронзу в гигантском слаломе.
Участник трёх зимних Олимпиад. В 2010 году в Ванкувере занял 10-е место в параллельном гигантском слаломе. В 2014 году в Сочи стал 16-м в параллельном гигантском слаломе и 11-м в параллельном слаломе. В 2018 году на играх в Пхёнчхане Сильвен Дюфур в квалификации показал 4-е время и дошёл до стадии 1/2 финала, где проиграл. В малом финале за бронзу проиграл Жану Коширу из Словении.

## Спортивные достижения
- Двукратный серебряный призёр чемпионата мира (2009);
- Бронзовый призёр зимней Универсиады (2007);
- Победитель и призёр этапов Кубка мира;
- Обладатель малого Кубка мира 2013/14;
- Многократный чемпион и призёр чемпионатов Франции.